# Ford GTB
 (novembre 2021).

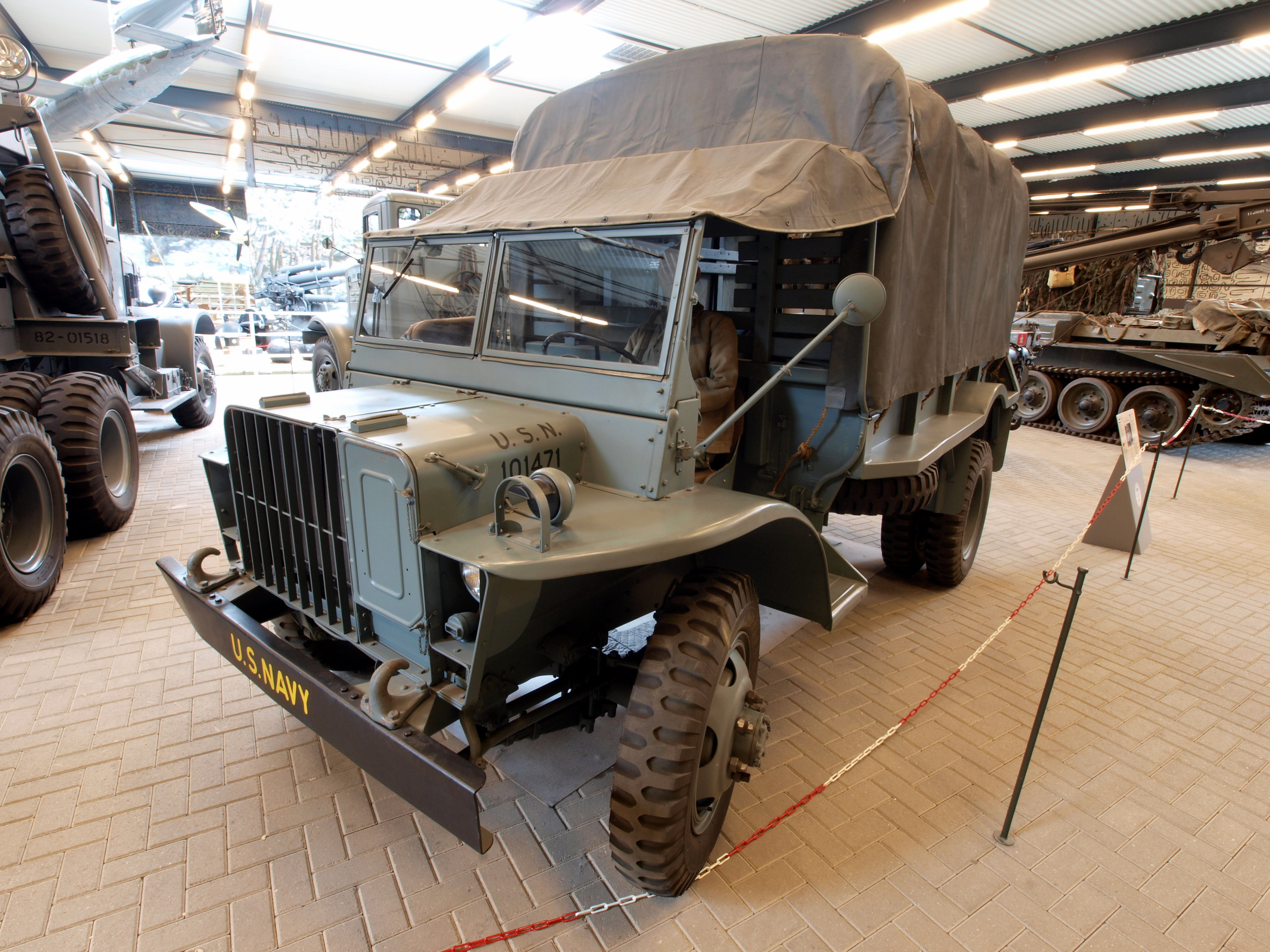
Ford GTB a silhouette basse

Pour la voiture de sport, voir Ford GT.
Le Ford GTB, communément appelé Jeep Burma, était un camion 4x4 de 11⁄2 tonnes produit pendant la Seconde Guerre mondiale par Ford et il était principalement utilisé par l'armée américaine, principalement l'US Navy et le Marine Corps. Le GTB a été principalement utilisé dans le théâtre du Pacifique pendant la Seconde Guerre mondiale, beaucoup étant utilisés sur la "Route de Birmanie",,.
Les GTB sont restés en service après la Seconde Guerre mondiale. Certains ont été utilisés pendant la guerre de Corée (1950-1953). Les dernières unités ont été retirées du service en 1967.
Le numéro de nomenclature de l'Ordonnance Standard du GTB était G-622.

## Variantes
Ford a produit plus de 15 000 GTB à silhouette basse, courts et maniables, disponible en cinq modèles, tous, sauf le GTBS, ayant des doubles roues arrière.
- GTB : Camion cargo, la version de base avec une benne de transport pour les troupes/cargaisons, équipé de banquettes latérales rabattables.
- GTBA : Camion de l'US Navy, toutes les versions pour les marines ont été produites en "Ocean Grey".
- GTBB : Camion dépanneuse (rare, seulement 50 produits)
- GTBS : Camion de service de bombes, avec grue (US Navy)
- GTBC : Camion de service de bombes, avec grue (USN, amélioré)

## Opérateurs
États-Unis
- Forces armées des États-Unis
  - United States Navy
  - United States Marine Corps